# Steele Rudd
Pour les articles homonymes, voir Rudd.
Steele Rudd, pseudonyme d'Arthur Hoey Davis, né le 14 novembre 1868 à Drayton (en) (Australie) et mort le 11 octobre 1935 à Brisbane (Australie), est un écrivain australien.

## Filmographie

### Au cinéma
- 1920 : On Our Selection
- 1921 : Rudd's New Selection
- 1927 : The Romance of Runnibede
- 1932 : On Our Selection
- 1935 : Grandad Rudd
- 1938 : The Farmer Goes to Town
- 1940 : Dad Rudd, M.P.
- 1972 : Snake Gully with Dad and Dave
- 1995 : Dad and Dave: On Our Selection